# Entscheidung am Long Hill
Entscheidung am Long Hill (Originaltitel: Down the Long Hills) ist ein Western aus dem Jahr 1986. Der US-amerikanische Fernsehfilm entstand unter der Regie von Burt Kennedy.

## Handlung
Ein Siedlertreck auf den Weg nach Westen kauft von zwei Fremden Pferde ab und wird daraufhin von Indianern überfallen. Die einzigen Überlebenden sind der Junge Hardy Collins und die kleine Betty Sue Powell, die sich zuvor vom Treck entfernt hatten, um nach dem entlaufenen Hengst Red zu suchen. Es bleibt ihnen danach nichts anderes übrig, als sich alleine nach Fort Bridger durchzuschlagen, wo Hardys Vater Pferde für die Armee zureitet. Scott Collins erfährt in der Zwischenzeit von den Ereignissen. Überzeugt davon, dass sein Sohn überlebt haben könnte, macht er sich mit Bill Squires auf die Suche nach ihm. Von den Indianern erfahren sie die Beweggründe für das Massaker. Die Siedler wurden Opfer, weil sich die gestohlene Pferde der Indianer bei ihnen befanden. Die beiden Überlebenden bleiben indes nicht lange unbemerkt. Sowohl der Indianer Ashawakie als auch die beiden Pferdediebe Jud und Cal heften sich an ihre Fersen, um sich Red zu bemächtigen. In einer Höhle am Long Hill werden sie von den Pferdedieben gefangen. Dort kommt es auch zur Entscheidung, als Hardy gezwungen wird, nach Red zu rufen. Während Cal in die Hände der Indianer fällt, wird Jud von Hardys Vater gestellt. Ashawakie verzichtet letzten Endes auf Red.

## Produktion
Erstmals seit Latigo (1971) arbeitete Produzent Bill Finnegan wieder mit Regisseur Burt Kennedy zusammen. Louis L’Amours Roman Allein in der Wildnis (1968) diente als Drehbuchvorlage. Gefilmt wurde in der Wasatchkette und den Uinta Mountains im Bundesstaat Utah. Die Auftragsproduktion der Walt Disney Company erfuhr seine Premiere am 15. November 1986 auf dem hauseigenen Bezahlsender.
Disney brachte die VHS 1991 in den deutschsprachigen Handel.

## Rezeption
Das vom Filmdienst herausgegebene Lexikon des internationalen Films spricht von einem abenteuerlichen Jugendfilm aus der Disney-Werkstatt.